# 彭喜 (明朝宦官)
彭喜（1454年—1521年），字文悦，号怡庵，粤雷州府海康县人，弘治时期的内官监太监。

## 生平
景泰五年（1454年），出生。
成化四年（1468年），被选入宫廷，供职内官监。
弘治六年（1493年），卢沟桥决口，奉命前往修筑。
弘治七年（1554年），奉命督造宫廷使用的薰炉等器具，升内官监右监丞。同一年，修造武当山真武石坐，升内官监左监丞。
弘治八年（1495年），修筑太康公主陵寝，升内官监右少监。不久，奉命盖造清宁宫膳房，晋升内官监太监。
正德元年（1506年），获佥监事。
正德二年（1507年），奉命督工营造西海子等处以及修饰龙凤舰。
正德三年（1508年），赏赐蟒衣。
正德十六年（1521年），去世，享年68岁。